# 호모세린 탈수소효소
호모세린 탈수소효소(영어: homoserine dehydrogenase) (EC 1.1.1.3)는 다음과 같은 화학 반응을 촉매하는 효소이다.
L-호모세린 + NAD(P)+  ⇄  L-아스파르트산 4-세미알데하이드 + NAD(P)H + H+
호모세린 탈수소효소의 2가지 기질은 L-호모세린, NAD(P)+이며, 3가지 생성물은 L-아스파르트산 4-세미알데하이드, NAD(P)H, H+이다.

## 같이 보기
- 탈수소효소